# Congrégation des sœurs du Saint Enfant Jésus
Ne doit pas être confondu avec Sœurs du Saint Enfant Jésus.

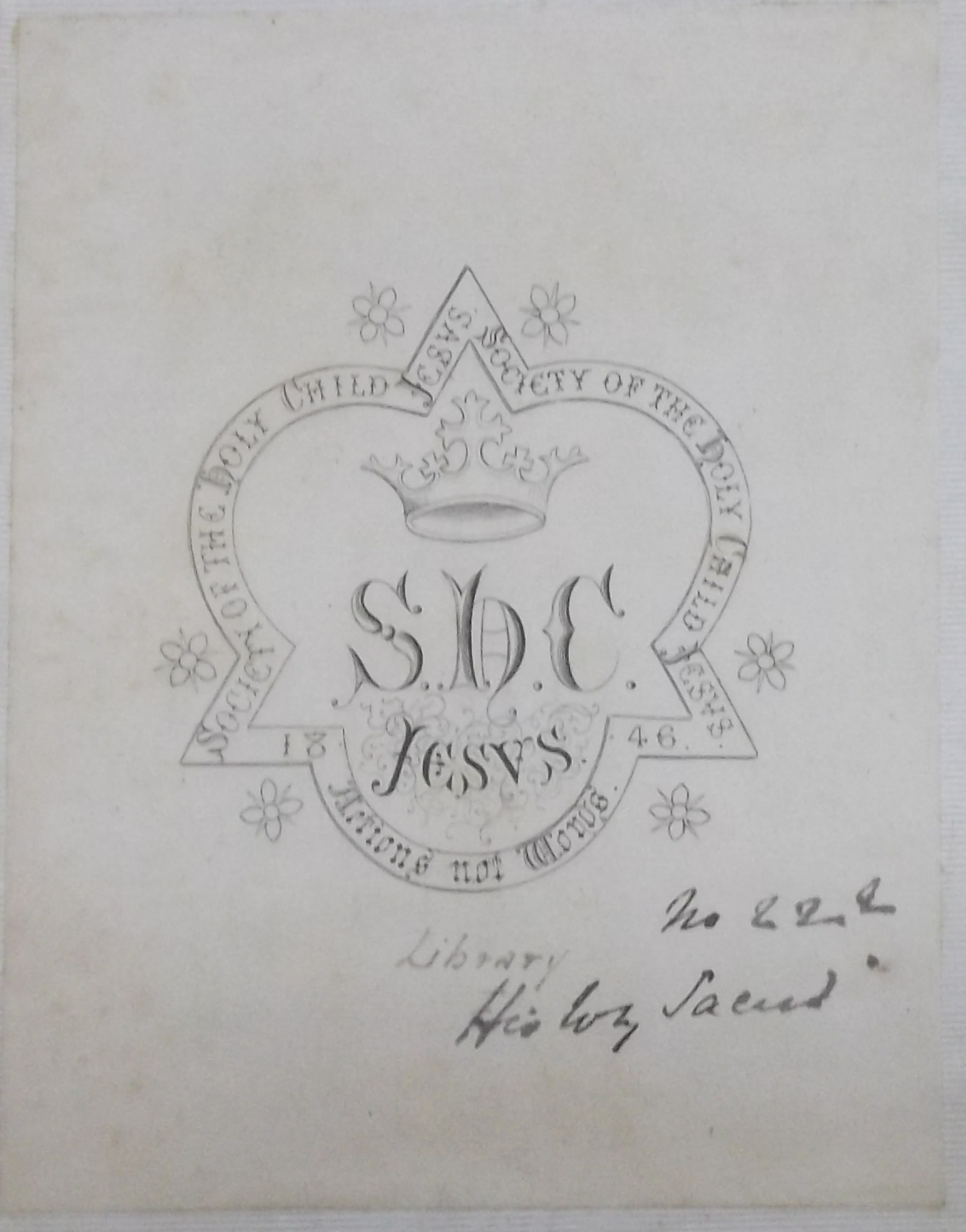
Ex-libris: Society of the Holy Child Jesus

La Congrégation des sœurs du Saint Enfant Jésus (Society of the Holy Child Jesus, S.H.C.J.
) est une communauté internationale de religieuses fondée en Angleterre en 1846 par Cornelia Connelly, laquelle s'était convertie au catholicisme en 1835. Les règles de la congrégation ont été approuvées par le pape Léon XIII en 1893.

## Historique
La congrégation est fondée par Cornelia Connelly (1809-1879). Née aux États-Unis dans une famille épiscopalienne, elle se convertit au catholicisme après son mariage avec le consentement de son mari et décide toujours avec son consentement d'embrasser la vie religieuse chez les Dames du Sacré-Cœur fondées par la Française sainte Madeleine-Sophie Barat et particulièrement dynamiques aux États-Unis. Cependant, lorsqu'elle se trouve à Rome pour accomplir sa formation, elle fait la connaissance du futur cardinal Wiseman qui l'invite à collaborer avec lui dans son œuvre de réveil catholique en Angleterre.
Cornelia Connelly fonde le 13 octobre 1846 à Derby une nouvelle congrégation de sœurs enseignantes qui est approuvée par Mgr Wiseman le 1er juin 1850. La Mère Connelly rencontre au début de grandes difficultés à cause de son mari qui décide d'abandonner le catholicisme. De plus la règle qu'elle présente (inspirée de la spiritualité ignatienne et salésienne) est rejetée car prévoyant une organisation trop centralisée. L'évêque de Southwark impose en 1874 une règle qui demeura en vigueur jusqu'en 1968.
La congrégation cependant connaît un essor rapide: elle ouvre plusieurs orphelinats et écoles de filles, ainsi que des collèges pour jeunes filles de famille aisée qui financent les Poor school pour fillettes de conditions modestes. L'année 1856 voit l'ouverture d'un Teacher training college (pour la formation des enseignantes) qui se trouve à Saint Leonards-on-Sea, et auprès duquel la maison généralice s'installe. À partir de l'Angleterre, la congrégation se diffuse en France (à Toul) et aux États-Unis (de nombreuses écoles paroissiales catholiques sont confiées aux sœurs du Saint Enfant Jésus à partir de 1861, notamment à Philadelphie et dans la région). En 1930, c'est l'ouverture d'écoles dans les missions des colonies britanniques d'Afrique, dans le futur Nigeria, où les religieuses participent à la fondation de congrégations indigènes.
La Société du Saint Enfant Jésus a reçu son decretum laudis par l'intermédiaire de la Sacrée congrégation de la Propaganda Fide le 7 août 1887; ses constitutions ont été approuvées par Léon XIII, le 28 juillet 1893.

## Activité et diffusion
Les sœurs de la Société se dédient aujourd'hui à diverses œuvres éducatives, pastorales, sociales et spirituelles. Elles ont abandonné l'habit religieux et ne se vouent plus en priorité à l'éducation des élites. Elles s'ouvrent plus désormais vers des œuvres de justice sociale, mais maintiennent encore une école prestigieuse de filles en Angleterre dans le Sussex (l'ancienne St. Leonards-Mayfield School, devenue Mayfield School), ou encore la Cavendish School, école de filles à Londres. La congrégation possède entre autres un réseau d'écoles primaires mixtes aux États-Unis.
Elles sont présentes en Europe (France, Allemagne, Irlande, Italie, Royaume-Uni), dans les Amériques (Chili, République dominicaine, États-Unis d'Amérique) et en Afrique (Tchad, Ghana, Kenya, Nigeria, où notamment elles travaillent comme infirmières, travailleuses sociales ou paramédicales). Leur maison généralice se trouve à Rome, via della Maglianella. Elles possèdent toujours en France (depuis 1959) une école mixte qui va de la maternelle, jusqu'au collège, et qui se situe à Créteil (dans la banlieue parisienne). Il s'agit de l'école Maillé (ex Enfant-Jésus avant 1969) et du Collège Maillé.
Au 31 décembre 2008, la congrégation comptait 412 religieuses dans 73 maisons.
Sa supérieure générale est Veronica Openibo, élue en avril 2010 et réélue en 2016.